# Wahlen zum Repräsentantenhaus der Vereinigten Staaten 1890
Bei den Wahlen zum Repräsentantenhaus der Vereinigten Staaten 1890 wurden am 4. November 1890 die Abgeordneten des Repräsentantenhauses gewählt. In fünf Staaten fanden diese Wahlen bereits zwischen Juni und Oktober statt. Die Wahlen waren Teil der allgemeinen Wahlen zum 52. Kongress der Vereinigten Staaten in jenem Jahr, bei denen auch ein Drittel der US-Senatoren gewählt wurden. Da die Wahlen etwa in der Mitte der Amtszeit des Republikanischen Präsidenten Benjamin Harrison stattfanden (Midterm Election), galten sie auch als Votum über die bisherige Politik des Präsidenten.
Zu dieser Zeit bestanden die Vereinigten Staaten aus 44 Bundesstaaten. (Die Staaten North Dakota, South Dakota, Montana, Washington, Idaho und Wyoming waren inzwischen neu hinzugekommen). Es waren 332 Abgeordnete zu wählen. Die Sitzverteilung basierte auf der Volkszählung von 1880.
Bei den Wahlen erlitten die Republikaner schwere Verluste. Sie verloren 93 Sitze und kamen nunmehr nur noch auf 86 Mandate. Die Demokraten konnten ihrerseits 86 Sitze hinzugewinnen und kamen nun auf 238 Mandate. Damit erreichten sie eine Zweidrittelmehrheit im Repräsentantenhaus. Für diesen erdrutschartigen Sieg der Demokraten gab es mehrere Gründe. Zum einen stagnierte die amerikanische Wirtschaft. Später kam noch die Wirtschaftskrise des Jahres 1890 hinzu. Für die wirtschaftliche Schwäche wurde die regierende Republikanische Partei verantwortlich gemacht. Außerdem wurde die Ausgabenpolitik der Regierung unter Präsident Harrison als verschwenderisch betrachtet. Ebenfalls wirkte sich für die Republikaner ihre in einigen Staaten praktizierte Politik zur ausschließlichen Förderung der englischen Sprache bei einigen Immigranten aus anderen Sprachräumen negativ aus. Die Demokraten zeigten sich in dieser Hinsicht liberaler. Auch in der Frage der Prohibition war es ähnlich. Die Republikaner traten für schärfere Gesetze gegen den Alkoholkonsum ein, während sich der Demokraten in dieser Frage toleranter zeigten. Die Summe all dieser Punkte führte letztlich zu dem für die Republikaner katastrophalen Wahlergebnis.
Wahlberechtigt und wählbar waren nur Männer. Frauen waren noch bis 1920 auf Bundesebene von Wahlen ausgeschlossen. Vor allem in den Südstaaten war das Wahlrecht durch Gesetze eingeschränkt, die das Wahlrecht an ein bestimmtes Steueraufkommen knüpften. Dadurch wurden ärmere Weiße, vor allem aber viele Afro-Amerikaner vom Wahlrecht ausgeschlossen.

## Wahlergebnis
- Demokratische Partei 238 (152) Sitze
- Republikanische Partei 86 (179) Sitze
- Sonstige 8 (1) Sitze (Populist Party)

Gesamt: 332 (332)
In Klammern sind die Ergebnisse der letzten Wahl zwei Jahre zuvor. Veränderungen im Verlauf der Legislaturperiode, die nicht die Wahlen an sich betreffen, sind bei diesen Zahlen nicht berücksichtigt, werden aber im Artikel über den 52. Kongress im Abschnitt über die Mitglieder des Repräsentantenhauses bei den entsprechenden Namen der Abgeordneten vermerkt. Das Gleiche gilt für Wahlen in Staaten, die erst nach dem Beginn der Legislaturperiode der Union beitraten. Daher kommt es in den Quellen gelegentlich zu unterschiedlichen Angaben, da manchmal Veränderungen während der Legislaturperiode in die Zahlen eingearbeitet wurden und manchmal nicht.